# Pfarrhaus (Hausen)

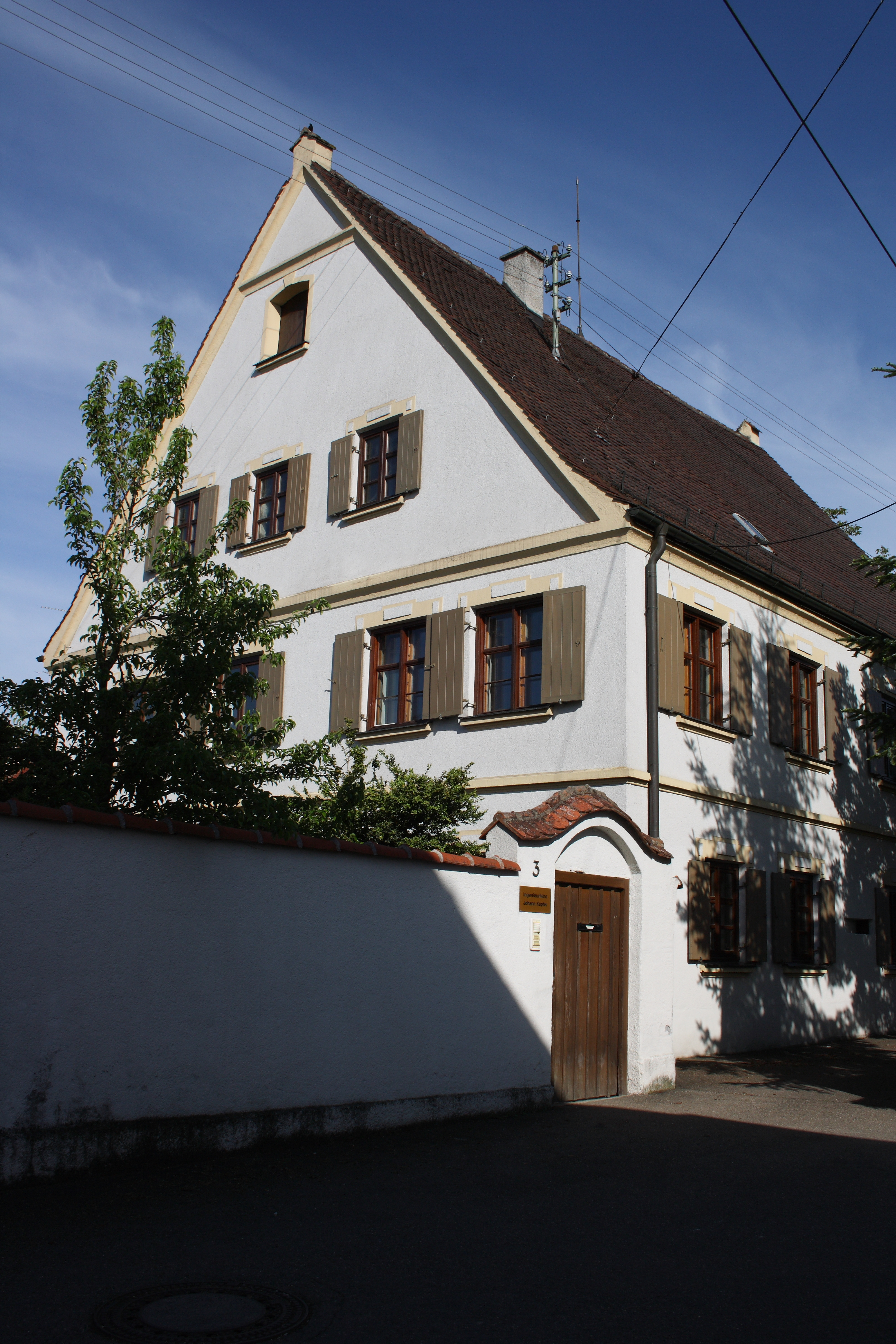
Pfarrhaus in Hausen

Das Pfarrhaus in Hausen, einem Stadtteil von Dillingen an der Donau im bayerischen Regierungsbezirk Schwaben, wurde 1706 errichtet. Das Pfarrhaus an der Lucknerstraße 3 ist ein geschütztes Baudenkmal.
Im Jahr 1560 stiftete der Augsburger Bischof Otto von Waldburg 60 Gulden für den Bau eines Pfarrhauses, das jedoch 1694 abbrannte. Ein Neubau wurde 1706 an gleicher Stelle errichtet.
Der zweigeschossige Bau mit vier zu fünf Fensterachsen wird von einem Satteldach gedeckt. Die Geschosse sind durch schmale Gesimse getrennt. Der Giebel hat einen Profilrahmen und die Fensterstürze sind mit Putzverzierung versehen.